# Wilhelm K. Støren
Wilhelm Krefting Støren (født 1921, død 30. september 1997) var en norsk bibliotekar, forfatter og historiker.
Han arbedede som som overbibliotekar ved universitetsbiblioteket (Gunnerusbiblioteket) ved Universitetet i Trondheim og Norges teknisk-naturvitenskapelige universitet fra 1960–1981. Størens udgivelser er i det væsentligste faglitteratur og historie fra Trondheim og omegn. Han udgav bl.a. Sted og navn i Trondheim (1983), der er en stor del af grundlaget for Trondheim byleksikon (1996).
Vejen Wilhelm K. Størens veg er opkaldt efter ham i bydelen Granåslia/Dragvoll i Trondheim; .